# معسكر الروك 2: الحفل الختامي
معسكر الروك 2 : الحفل الختامي هو فيلم أصلي لقناة ديزني وقد أصدر في 2010 وهو تتمة لفيلم كامب روك الذي أصدر في 2008 . لقد بدأ الإنتاج في شهر 8 من عام 2009 في تورونتو وأونتاريو وفي منطقة معسكرات الصيف. لقد عرض الفيلم لأول مرة في الثالث من سبتمبر لعام 2010 في قناة ديزني في الولايات المتحدة الأمريكية، وذلك بمصاحبة بث مباشر إذاعي على راديو ديزني. لقد أصدر الفيلم على الدي في دي وعلى قرص البلو راي في السابع من سبتمبر من عام 2010 في الولايات المتحدة الأمريكية وكندا، والفيلم أدى إلى ظهور ردود فعل إيجابية من المعجبين، وردود فعل مختلطة من النقاد. لقد استدعى هذا الفيلم ميزانية أكبر من ميزانية الفيلم الأول، فهذا الفيلم هو ثاني أكثر فيلم تكليفا خلف فيلم هاي سكول ميوزيكال 2 .

## طاقم الممثلين
- ديمي لوفاتو: في دور ميتشي توريس
- جو جوناس: في دور شاين غراي
- كيفين جوناس: في دور جيسون غراي
- نيك جوناس: في دور نيت غراي
- ميغان جيت مارتين: في دور تيس تايلر
- أليسون ستونر: في دور كايتلين غيلر
- ماريا كانالز باريرا: كوني توريس
- دانييل فاذرز: في دور براون كيساريو
- آنا ماريا بيريز: في دور إيلا بادور
- جاسماين ريتشاردز: في دور بيغي واربيرتون
- روشون فيغان: في دور ساند لويار
- جوردان فرانسيس: في دور دانا تيرنر
- تشول بريدجز: في دور لوك ويليامز
- دانييل كاش: في دور أليكس تيرنر
- فرانكي جوناس: في دور تريفير كيندال
- روبرت فيغانس: في دور أوليفر جيرمي
- أرسا كوكس*روبرت فيغانس: في دور أوليفر جيرمي

## الترويج
مجموعات جديدة للطريق إلى معسكر الروك 2 : الحفل النهائي تذاع في أيام الجمعة، تعطي معلومات ونظرات أولية للفيلم. ومعظم هذه المجموعات متوفرة على آي تيونز.
- «إنهم عائدون»
- «تسيجيل الموسيقى»
- «ديمي لوفاتو»
- «جو وديمي معا مرة أخرى»
- «جو جوناس»
- «نيك جوناس»
- «كيفين جوناس»
- «مخيمون جدد»
- «إعادة الرقص»
- «فتيات معسكر الروك»
- «الفتيان»
- «التجهيز ليوم الشعلة»
- «الحافلة»
- «صناعة إنها بالداخل»
- «الدجاجة»
- «الموضة»
- «الجلوس»
- «جيد، احصل عليه، افحص الصمام»
- «ذهاب الأخضر»
- «إنها غلاف»

## الإصدار

### ليلة الافتتاح في نيويورك
كانت ليلة افتتاح الفيلم حصرية في نيويورك في الثامن عشر من أغسطس من عام 2010 , حيثما كان الممثلون والآخرون أول مرة يون الفيلم، قبل أسابيع من ذلك كان الافتتاح الرسمي للفيلم على قناة ديزني في الثالث من سبتمبر من عام 2010 .

### استقبال حرج
لقد تلقى الفيلم انتقادات مخلوطة. ففي التقرير الموجود على موقع الطماطم الفاسدة قال الموقع أن هناك وجهات نظر مختلطة فوجهة النظر الإيجابية تحتل 40% من المجمل وذلك اعتمادا على 5 وجهات نظر (3 سلبية، 2 إيجابية) وأخذ الفيلم معدلا متوسطا هو 6.1/10 . على أية حال فإن الفيلم حاصل على تقييم 8.7 وذلك إنجاز عظيم على موقع تي في.كوم.

### تقييمات
لقد شوهد الفيلم من قبل 7.9 مليون شخص في ليلة عرضه الأولى، وذلك الرقم أقل بمليون مشاهد من فيلم معسكر الروك الأول. في 2010 أصبح الفيلم أكثر برنامج تلفزيوني سلكي مشاهدة في ذلك الأسبوع، بالإضافة إلى أنه الفيلم الأول من ناحية عدد المشاهدين في التلفزيون الكبلي لعام 2010 . في عرضه الثاني في الرابع من سبتمبر لعام 2010, بلغ عدد المشاهدين 3.7 مليون مشاهد. لقد بلغ الفيلم عددا فريدا من المشاهدين خلال العروض من 3 سبتمبر إلى 6سبتمبر وهذا العدد هو 21 مليون مشاهد. في عرضه في بريطانيا في 17 سبتمبر من عام 2010, بلغ عدد المشاهدين 637 ألف مشاهد. في أواخر أكتوبر من عام 2010 , روجت قناة ديزني إلى أن فيلم معسكر الروك 2 سوف يبث ويعرض فيه مشاهد جديدة زيادة على الفيلم الذي أصدر على الدي في دي وقرص البلو راي ولكن في اليوم الذي أذيع فيه معسكر الروك 2 مع تلك المشاهد الجديدة – التي روجت لها دزني – أعتبر الفيلم كأعادة لنفسه دون أن يكون هناك مشاهد جديدة.

### قرص البلو راي والدي في دي
قرص البلو راي والدي في دي أصدرا معا في السابع من سبتمبر من عام 2010 . رزمة مجموعة أقراص البلو راي احتوت على نسخة البلو راي ونسخة الدي في دي وعلى النسخة الرقمية. الميزات الجديدة في هذه الأقراص تضم لقاءات مع «المخيمون الجدد» تشلو بريدجز (دانا) وماثيو «مدوت» فينلي (لوك), بالإضافة إلى فيديوهات الموسيقى العالمية وأغاني الروك على كل النسخة. أما النسخة الدي في دي العادية تحتوي فقط أغاني الروك على كل النسخة والفيلم فقط.لقد أصدرت تلك النسخ في بريطانيا في العشرين لسبتمبر لعام 2010 بعد افتتاحه على التلفاز في الأسبوع السابق لذلك في 17 سبتمبر لعام 2010 . الدي في دي والبلو راي ورزمة مجموعة أقراص البلو راي أصدرت في أستراليا في العشرين من أكتوبر لعام 2010 .
لقد أضيفت أغنيتين إلى هذه الأعداد الكبيرة من النسخ وهما: «صيف مختلف» من قبل ديماي لافوتو وقد أنجزت قبل العدد الموسيقي «نار» من قبل نجوم المعسكر، والأغنية الثانية «والكين في أحذيتي» من قبل ماثيو «مدوت» فينلي وميجان جيتي مارتن، وهذه كانت في أثناء التحضير لحرب المعسكرات.

## وصلات خارجية
- معسكر الروك 2: الحفل الختامي على موقع IMDb (الإنجليزية)
- معسكر الروك 2: الحفل الختامي على موقع روتن توميتوز (الإنجليزية)
- معسكر الروك 2: الحفل الختامي على موقع نتفليكس (الإنجليزية)
- معسكر الروك 2: الحفل الختامي على موقع ألو سيني (الفرنسية)
- معسكر الروك 2: الحفل الختامي على موقع فيلمافينيتي (الإسبانية)
- معسكر الروك 2: الحفل الختامي على موقع قاعدة بيانات الأفلام السويدية (السويدية)
- معسكر الروك 2: الحفل الختامي على موقع قاعدة بيانات الفيلم (الإنجليزية)
- معسكر الروك 2: الحفل الختامي على موقع ليتربوكسد (الإنجليزية)
- معسكر الروك 2: الحفل الختامي على موقع كينوبويسك (الروسية)